# Oxyomus arunae
Oxyomus arunae är en skalbaggsart som beskrevs av Zdzisława Stebnicka 1985. Oxyomus arunae ingår i släktet Oxyomus och familjen Aphodiidae. Inga underarter finns listade i Catalogue of Life.